# Ariana
För andra betydelser, se Ariana (olika betydelser).
Ariana (arabiska أريانة, Al Aryānah) är en stad i norra Tunisien, och är den administrativa huvudorten för guvernementet Ariana. Den är belägen strax norr om landets huvudstad Tunis och är en del av denna stads storstadsområde. Folkmängden uppgick till 114 486 invånare vid folkräkningen 2014.